# Super Fight League (programma televisivo)
Super Fight League è un programma televisivo sportivo in onda su Nuvolari dove vengono trasmessi gli incontri dell'omonima promozione indiana di MMA.

## Storia
Il programma ha debuttato su Nuvolari e propone gli eventi e gli incontri di arti marziali miste (MMA) organizzati dalla promozione indiana Super Fight League, in particolare il circuito Ultimate Challenge MMA; il programma televisivo è commentato da Christian Recalcati.